# Pla per a una Segona República Argentina
Es coneix com a Pla per a una Segona República Argentina a un conjunt de reformes polítiques, socials i institucionals elaborades l'any 1986 pel llavors president Raúl Alfonsín. Aquest pla va ser anunciat per cadena nacional la nit del 15 d'abril de 1986, davant els membres del Consell per a la Consolidació de la Democràcia. Va estar integrat per diversos projectes ambiciosos enviats al Congrés de la Nació que haurien significat, donada la seva transcendència, una refundació institucional del país, venint d'allí el nom.
Els projectes principals preveien el trasllat de la capital federal a la Patagonia (Projecte Patagonia), la creació de la Província del Riu de la Plata que unificaria el Gran Buenos Aires amb la Ciutat de Buenos Aires, la reforma de la Constitució Nacional per abandonar el sistema presidencial i adoptar el semiparlamentarismo com a forma de govern, la provincialización del Territori Nacional de Terra del Foc, reformar el Poder Judicial i realitzar una reforma administrativa de l'Estat.

## Presentació
Durant la nit del 15 d'abril de 1986 el president Raúl Alfonsín va presentar el projecte als membres del Consell per a la Consolidació de la Democràcia en una cerimònia transmesa per cadena nacional. La introducció d'aquest document deia:
| «                | Señores consejeros: Tengo el honor de presentarles un anteproyecto de ley que traslada la Capital de la República a las márgenes del curso inferior del río Negro, en jurisdicción de las provincias de Río Negro y Buenos Aires. Como lo expongo más adelante, entiendo que hay razones de peso en favor del mismo, y, como es de tal trascendencia para el futuro del país, considero necesario contar con vuestro asesoramiento antes de adoptar la decisión definitiva de enviarlo al Honorable Congreso de la Nación. Esa decisión debería completarse con la implementación del proyecto de creación de una nueva provincia que incluyera a la ciudad de Buenos Aires. Asimismo, estas determinaciones deberían encuadrarse en el contexto de la transformación de las estructuras políticas y sociales que han inspirado la convocatoria a este Consejo y que significaría, de llevarse a cabo, la fundación de una nueva República, todo lo cual requeriría simultáneamente algunos estudios específicos a los que más adelante se hace referencia. | » |
| — Raúl Alfonsín, | |   |

## El Pla
Les següents mesures es complementaven amb les reformes institucionals plantejades pel govern d'Alfonsín abans de 1986, com el reordenament del sistema de salut (Sistema Nacional del Segur de Salut-Llei 23.661), el projecte de llei de democratització dels sindicats, la creació d'empreses mixtes per afrontar la crisi financera d'algunes empreses estatals, etc.
Les principals mesures del pla per a la Segona República eren:

### Trasllat de la capital
Proposava el trasllat de la capital federal a la patagonia argentina, creant per a això el Districte Federal de Viedma - Carmen de Patagones. El projecte citava a Leandro Alem i sostenia que el creixement descontrolado, la centralització política i la concentració econòmica de Buenos Aires constituïen serioses amenaces al progrés equitatiu i federal de la nació.

### Creació de la Província del Riu de la Plata
Establia la creació d'una província que unifiqués els territoris del Gran Buenos Aires i de la Ciutat de Buenos Aires, argumentant que l'alta concentració d'habitants en el conurbano bonaerense en forma radial a Buenos Aires (a la qual supera en habitants) feia imprescindible la creació d'un ens governamental comú que aglutini a tot l'aglomerat urbà a fi de poder coordinar polítiques comunes en tota la zona i acabar amb la desarticulació produïda per l'existència de desenes d'intendències i municipis per a una mateixa zona urbana.

### Reforma de la Constitució Nacional
El projecte original esmentava la necessitat d'analitzar una reforma constitucional en els articles "que es refereixen a la forma de fer més àgil i eficaç el funcionament dels diversos poders de l'Estat, a facilitar la participació de la població, a promoure la descentralització institucional i a millorar la gestió de l'administració". Més tard Alfonsín va explicitar el desig d'abandonar el sistema presidencial i adoptar el semiparlamentarismo com a forma de govern.

### Reforma estructural de l'Estat
Plantejava la necessitat de fer una reforma estructural de l'Estat, on cada àrea hauria de tenir més autonomia i més participació ciutadana, realitzant un control ulterior amb severes penes al mal compliment. En paraules del projecte:

### Reforma judicial
Es pretenia aconseguir una major agilitat i eficiència en els processos:

## Desenllaç
La major part d'aquests projectes no van poder concretar-se a causa de diversos factors, tals com la derrota de la Unió Cívica Radical en les eleccions legislatives de 1987 i la tancada oposició del Partit Justicialista a qualsevol iniciativa oficial, el poc suport de sectors de la propoia UCR,, les pressions dels grups econòmics que s'haguessin perjudicat amb el trasllat de la capital, les revoltes militars i intents de cop d'estat carapintades, la crisi econòmica de 1989, entre d'altres.
Alguns dels canvis quant a la descentralització i control de l'Estat, així com l'autonomia de la Ciutat de Buenos Aires, van ser inclosos, parcialment, en la reforma constitucional de 1994 a canvi del suport de la UCR. La provincialización de Terra del Foc va ser duta a terme en 1990.